# دشيرة صفراء
دشيرة صفراء (الاسم العلمي: Dasychira basiflava) هي نوع من الحشرات تتبع جنس الدشيرة من الفصيلة الأربوسية.